# لوس أوساينس
بلدية لوس أوساينس (بالإسبانية: Los Ausines)‏, هي إحدى بلديات مقاطعة برغش, التي تقع في منطقة قشتالة وليون, والتي تقع في شمال غرب إسبانيا.
يبلغ عدد سكانها 138 نسمة وفقاً لإحصائية سنة (2002).